# Seax-Wica

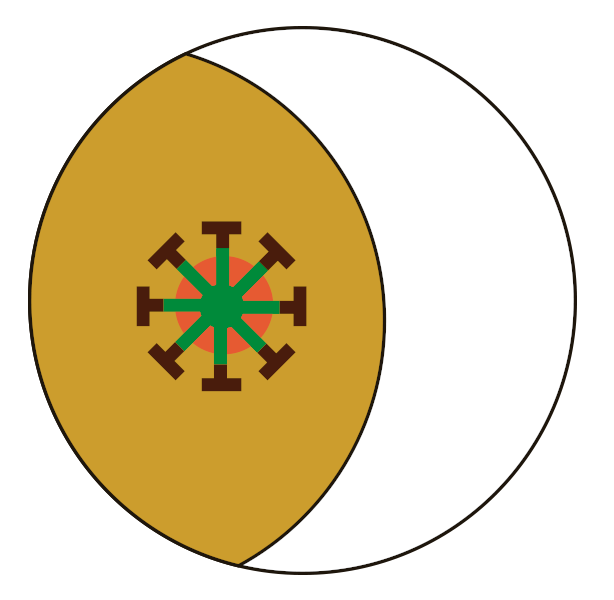
Logo da Seax-Wica

Seax-Wica ou Wicca Saxônica é a tradição com base anglo-saxã da Wicca. A Seax-Wica não pretende ser uma reconstrução do paganismo saxão original.
A Seax-Wica, é um sistema ortoprático, de mistério, iniciático e imanente-racional que pratica magia religiosa, honrando os deuses do panteão germânico da tribo saxã baseando-se em seu simbolismo. Foi fundada em  2 de agosto de 1973, por Raymond Buckland, um sacerdote inglês da Wicca Gardneriana que se mudou para os Estados Unidos nos anos 70 e apresentada ao público em geral da comunidade Wicca e Pagã Moderna por meio do Boletim - Earth Religion News - em sua edição de Samhain em 1º de novembro de 1973, com o artigo intitulado - The Seax-Wica Manifest.
A tradição honra divindades germânicas da tribo saxã como Woden e Frig.
O Livro Completo de Bruxaria Saxônica de Buckland foi escrito pensando no público que já está familiarizado com as técnicas de magia e rituais Wiccanos, portanto, é necessário que quem queira entrar para a tradição estude várias outras fontes.

## Organização
A Seax-Wicca tem uma grande abertura com relação a auto-iniciação, sendo ideal para praticantes solitários. 
Organização democrática e moderna que evita o surgimento do ego e a luta pelo poder. As posições de responsabilidade dentro de um Coven como Sacerdote, Sacerdotisa, Thegn e Escriba, só podem ser postuladas pelo Seax Gesith através de postulação nomeadas e eleições democráticas, aliviando a ausência de elevações do ego ou de poder. As funções duram um ano e um dia.
É permitida a prática solitária sempre seguindo as diretrizes do “Livro Completo de Bruxaria Saxônica de Buckland” e, pelo menos, tenham contato com outros Seax Gesith para seu desenvolvimento e complementação à distância, existindo a realidade do auto-iniciação se não houver Coven perto da cidade onde mora.
Os Covens são dirigidos pelo Sacerdote e/ou a Sacerdotisa.

## Prática
Quem pratica Seax-Wica, escolhe o caminho por afinidade com os deuses do panteão das tribos germânicas do povo anglo-saxão (sendo os principais Deuses Woden e Frig). O termo Wicca, no contexto da prática, é para aqueles que têm uma vocação sacerdotal, ou seja, quem começa na tradição ou faz um juramento concorda em ser um sacerdote ou sacerdotisa dos Deuses. Portanto, fazer parte da tradição não é apenas um ato de crer nos Deuses, mas trabalhar com eles, de maneira constante e publicamente, sem ser proselitista. Aqueles que desejam apenas honrar os deuses sem cumprir o papel sacerdotal são chamados Seax-Treow (crente saxão).
A tradição começa com um juramento e não há segredo na adoração.
A tradição pode ser praticada em grupo (coven) ou sozinho.
Os membros são organizados em covens democráticos e cada coven é liderado por: uma Sacerdotisa, um Sacerdote, um Thegn (guarda) e um Escriba (secretário).

## Etimologia
A palavra Seax significa Saxão no inglês moderno, e sua tradução corresponde a um tipo de punhal usado pelo povo saxão.
Raymond Buckland usou a palavra Wica com um único C, em homenagem a Gerald Gardner, porque ele a usou como tal em seus trabalhos.

## Terminologia
Seax: nome do punhal ritual ou Athame.
A Árvore: Livro das Sombras.
Lacnunga: A arte das ervas e plantas usadas para fins mágicos ou medicinais.
Galdra: música mágica.
Hwata: Adivinhação
O Chifre: substitui o cálice gardneriano.
Gesith: Iniciado
Ceorl: Seminarista
Treów: Crente
Theow: Simpatizante
Cowan: Não praticante